# Rustam Tótrov
Rustam Stanislávovich Tótrov (en ruso: Рустам Станиславович Тотров; Vladikavkaz, 15 de julio de 1984) es un deportista ruso de origen osetio que compitió en lucha grecorromana.
Participó en los Juegos Olímpicos de Londres 2012, obteniendo la medalla de plata en la categoría de 96 kg. Ganó una medalla de bronce en el Campeonato Mundial de Lucha de 2011.

## Palmarés internacional
| Juegos Olímpicos   | Juegos Olímpicos      | Juegos Olímpicos  | Juegos Olímpicos |
| Año                | Lugar                 | Medalla           | Categoría        |
| ------------------ | --------------------- | ----------------- | ---------------- |
| 2012               | Londres (Reino Unido) | Medalla de plata  | 96 kg            |
| Campeonato Mundial |                       |                   |                  |
| Año                | Lugar                 | Medalla           | Categoría        |
| 2011               | Estambul (Turquía)    | Medalla de bronce | 96 kg            |